# Златко Златев (офицер)
 Тази статия е за бригадния генерал.  За генерал-майора вижте Златко Златев.  
Златко Пенев Златев е български офицер, бригаден генерал.

## Биография
Роден е на 24 август 1951 г. в старозагорското село Плодовитово. Завършва Народното военно училище във Велико Търново през 1973 г. На 1 септември 1997 г. е освободен от длъжността началник на управление „Окомплектуване“ на ГЩ на БА и назначен за началник на управление „Личен състав“ в ГЩ на БА. На 3 май 2000 г. е освободен от длъжността началник на управление „Личен състав“ на Генералния щаб на Българската армия и назначен за началник на Оперативното управление в Главния щаб на Сухопътните войски.Завършил Генералщабната академия на Русия. На 7 юли 2000 г. е удостоен с висше военно звание бригаден генерал. На 25 април 2003 г. е освободен от длъжността началник на Оперативното управление на Главния щаб на Сухопътните войски и назначен за командир на Командване „Запад“, като на 4 май 2005 е преназначен на длъжността. На 25 април 2006 г. е освободен от длъжността командир на командване „Запад“, считано от 1 юни 2006 г. Не след дълго е освободен и от военна служба.